# Aristokrates (Athen)
Aristokrates (altgriechisch Ἀριστοκράτης Aristokrátēs; * um 455 v. Chr.; † 406 v. Chr.), der Sohn des Skelias (oder Skellios), war ein Politiker, Feldherr und Admiral im klassischen Athen zur Zeit des Peloponnesischen Krieges (431–404 v. Chr.). Er stammte aus einer zum ältesten athenischen Adel gehörigen Familie.
Platon erwähnt ihn in seinem Dialog Gorgias als den Stifter eines kostbaren Weihgeschenks im pythischen Tempel, was darauf hindeutet, dass Aristokrates über ein beträchtliches Vermögen verfügte. Aristokrates war lange Jahre hindurch in der athenischen Politik und für den athenischen Staat tätig. Er leistete dabei der Demokratie treue Dienste, stand aber politisch auf Seiten der oligarchischen Partei, zu deren führenden Köpfen er gehörte. 421 v. Chr. war er unter den athenischen Gesandten, die den sogenannten „Frieden des Nikias“ und das darauf folgende Bündnis zwischen Athen und Sparta beschworen und damit abschlossen.
Aristophanes spielt in seiner 414 v. Chr. uraufgeführten Komödie Die Vögel auf den Namen und die Politik des Aristokrates an und kritisiert sie dabei. 412 v. Chr. war Aristokrates für seine Vaterstadt im wieder aufgeflammten Peloponnesischen Krieg als Feldherr im Einsatz und fuhr in ihrem Auftrag zu der mit Athen verbündeten Insel Chios, um deren Bündnistreue zu überprüfen. Aristokrates gilt als ein Parteifreund des gemäßigt oligarchischen Politikers Theramenes. Mit diesem arbeitete er vor allem 411 v. Chr. bei der Abschaffung der Herrschaft der Vierhundert, mit der beide Politiker nicht mehr zufrieden waren, eng zusammen.
408 v. Chr. kehrte auf Betreiben des Theramenes der frühere athenische Feldherr Alkibiades, der im Gefolge einer Anklage wegen Entweihung der Mysterien von Eleusis 415 v. Chr. zu den Spartanern geflohen war, in seine Vaterstadt zurück und wurde sogleich zum Oberbefehlshaber über die Streitkräfte mit unbeschränkter Vollmacht ausgerufen. Aristokrates, der als Kampfgefährte des Theramenes an dieser Rückberufung wahrscheinlich ebenfalls mitgewirkt hatte, wurde gemeinsam mit Adeimantos zum General für die Landstreitkräfte ernannt. Noch im gleichen Jahr führten Alkibiades, Aristokrates und Adeimantos eine ergebnislose Expedition gegen die Insel Andros.
Nach der Absetzung des Alkibiades als Oberbefehlshaber noch im selben Jahr wurde Aristokrates zu einem der zehn Befehlshaber bestimmt, die ihn ablösen sollten. Im Jahr darauf, 406 v. Chr., war er als athenischer Admiral an der Seeschlacht bei den Arginusen beteiligt, wobei ihm oblag, den linken Flügel zu befehligen. Athen errang in dieser Schlacht einen glorreichen Sieg. Da es den Admirälen wegen eines Unwetters aber nicht gelungen war, die Seeleute aus untergegangenen Schiffen zu retten oder zumindest die Leichen zu bergen, wurden sechs von ihnen auf Betreiben des Theramenes von der erzürnten und aufgehetzten Volksversammlung vor Gericht gestellt und hingerichtet. Darunter waren neben Perikles dem Jüngeren, einem Sohn des berühmten Staatsmanns Perikles, auch Aristokrates, Erasinides, Diomedon, Lysias und Thrasyllos. Der Philosoph Sokrates war an diesem Tage unter den Richtern und hielt als einziger dem Druck der wütenden Volksmenge stand und weigerte sich, einer Verurteilung der Admiräle und damit deren Hinrichtung zuzustimmen.